# Christian Seybold

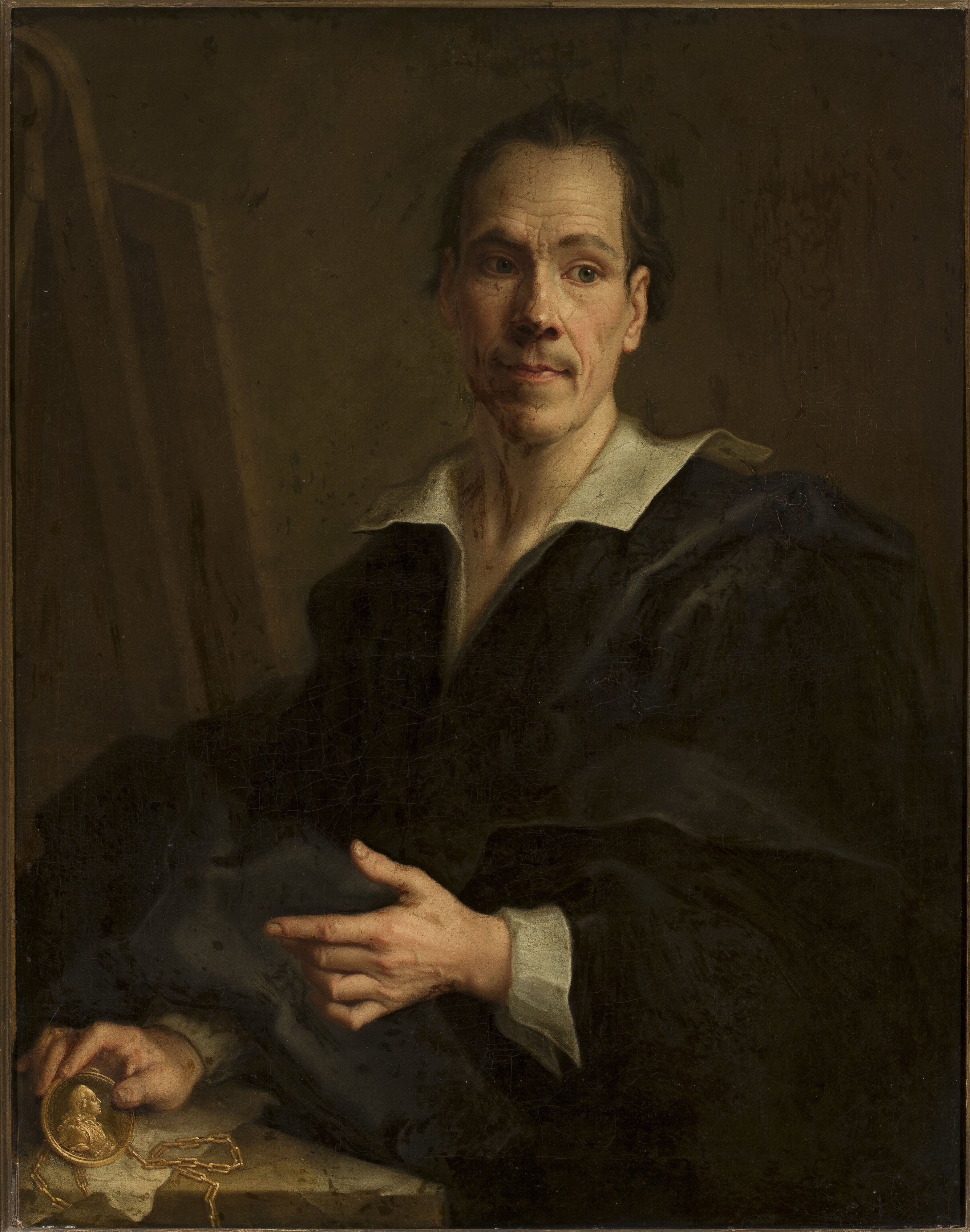
Christian Seybold, Autoritratto con la medaglia con il ritratto di Joseph Wenzel Fürst von Liechtenstein, Museo nazionale di Varsavia

Christian Seybold (Neuenhain, 19 marzo 1695 – Vienna, 29 settembre 1768) è stato un pittore tedesco naturalizzato austriaco.

## Biografia
Poco si sa dell'infanzia e della formazione di Seybold. Fino al 1980 tutto proveniva da una fonte contemporanea: la breve biografia nella Lettre à un amateur de la peinture del 1755 del collezionista, conoscitore, direttore d'accademia e diplomatico Christian Ludwig von Hagedorn (1712-1780). In questo testo Hagedorn ha inserito i classici luoghi comuni, come il talento di Seybold, che si dice si sia rivelato in giovane età, e la sua straordinaria dedizione:
A causa dell'errata valutazione di questo testo, Seybold era considerato un artista autodidatta, cosa poco plausibile data l'effettiva sua abilità pittorica e il suo status a Vienna come cittadino sposato, accademico e pittore di corte. Soltanto nel 1908 divennero disponibili le informazioni su Seybold provenienti da alcuni registri ecclesiastici. Ma solo dopo il 1980, la biografia di Seybold è stata integrata e corretta con altre notizie provenienti da documenti d'archivio precedentemente inutilizzati.
Christian Seybold era il nono tra i dodici figli del maestro di scuola Johann Peter Seibold (1658–1716), originario di Oberursel, e Anna Maria Catharina Schützbreth (1659–735), nata a Weißkirchen. Il battesimo avvenuto il 19 marzo 1695 è registrato nella documentazione ecclesiastica di Neuenhain, un villaggio situato tra Magonza e Francoforte sul Meno, oggi nello stato dell'Assiama che all'epoca apparteneva ai Elettorato di Magonza. Non è noto quando Seybold lasciò Neuenhain né quando si trasferì a Vienna, ma l'arrivo nella capitale imperiale è probabilmente di poco anteriore al 1715. Come infatti risulta dalla registrazione del suo primo matrimonio nel 1715 e dai molti altri successivi eventi personali rintracciabili negli archivi viennesi. Da quel momento in poi, Magonza risultò menzionata come il suo luogo di origine in diverse fonti. In realtà questo significa soltanto che prima di giungere a Vienna aveva vissuto e studiato per lungo tempo a Magonza, infatti zu Mantz geburtig è spesso erroneamente indicato come il suo luogo di nascita: ma nei documenti viennesi gebürtig/geburtig von/aus deriva da bürger, che indica semplicemente una residenza particolarmente lunga in un determinato luogo. Questa spiega perché molti certificati di nascita non sono stati trovati in luoghi citati in fonti successive, ed è quindi la causa della contraddizione che si trova tra il luogo di nascita Neuenhain e l'origine Magonza. L'8 settembre 1715, Seybold sposò Maria Elisabeth Wimmerin (1688–1717), incinta, che diede alla luce un figlio appena tre settimane dopo. Nei due anni successivi morirono prima il figlio Johann Michael, a soli 23 giorni dalla nascita, poi la moglie, il 26 ottobre 1717. Dopo soli sette mesi, il vedovo si risposò con Susanna Bellmonin (1700-1772). Questo secondo matrimonio fu più fruttuoso e due dei figli, il sacerdote Jacob Adam (1719-1775) e Anna Francisca (1721-1772), mai sposata, giunsero e superarono l'età adulta.

## Carriera artistica

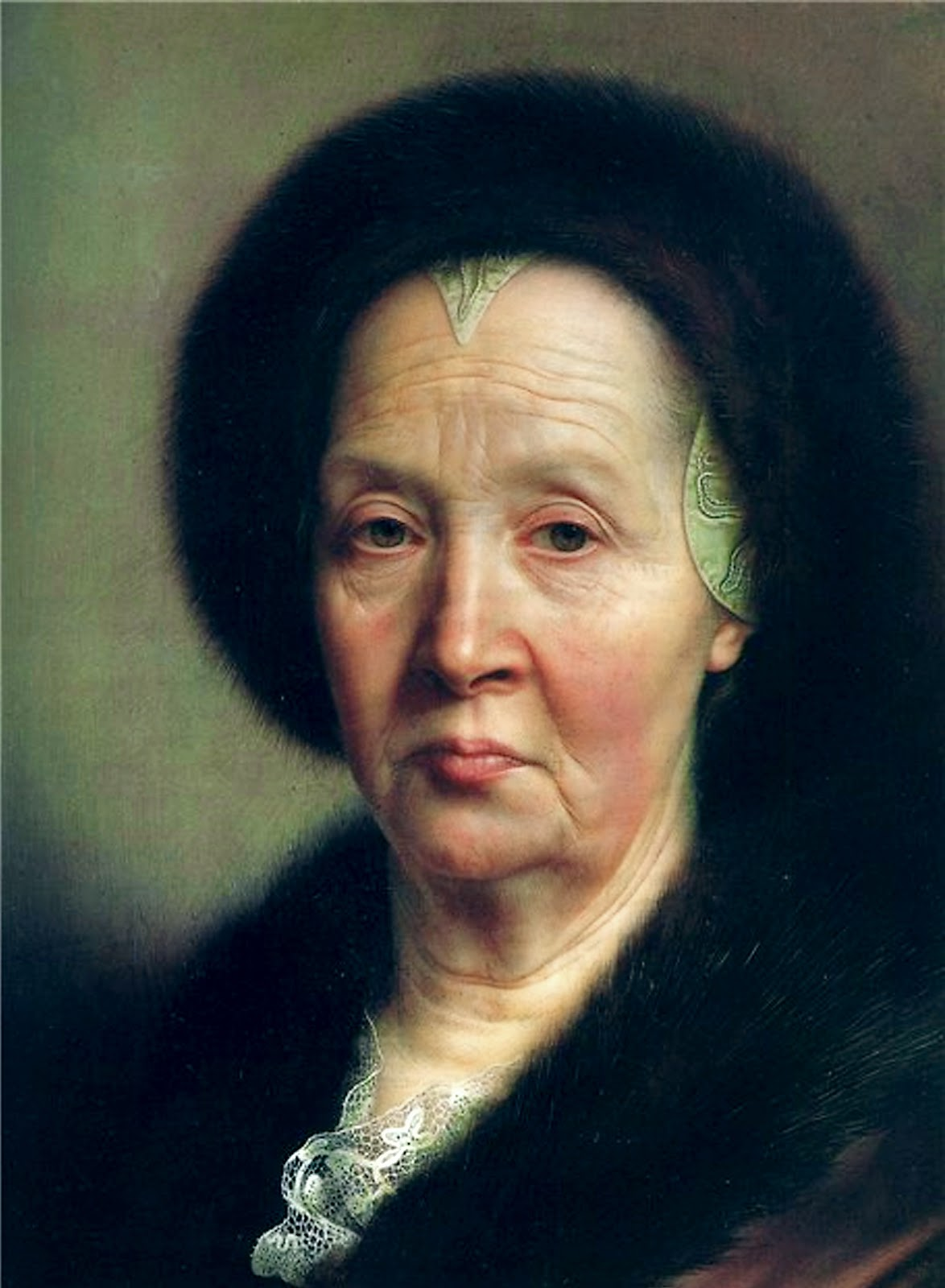
Christian Seybold, Ritratto di vecchia, Museum der bildenden Künste, Lipsia

Dopo essersi definito negli atti inizialmente come pittore o ritrattista, Seybold si dichiarò, tra il 1731 e il 1742, come "pittore accademico" e talvolta, tra il 1738 e il 1743 come "maestro d'arte". Sebbene gli attuali archivi dell'Accademia non dispongano di alcun materiale a conferma di quel periodo è da supporre che fu associato all'Accademia al più tardi nel 1731. Nel 1732, tuttavia, Seybold si fa chiamare già Kammermahler, a indicare la sua attività alla corte dell'imperatore Carlo VI (nonostante questo ruolo non sia mai stato ratificato per decreto, cosa tutt'altro che insolita per l'epoca). A quel tempo, Seybold si muoveva nei circoli del patriziato, della nobiltà e degli artisti legati alla corte, come l'orafo di corte Johann Anton Geissenhof e il pittore di corte dei successivi imperatori, il ritrattista Frans van Stampart (1675-1750). Durante l'interregno, il periodo tra la morte dell'imperatore Carlo VII, il 20 gennaio 1745, e l'incoronazione come imperatore di Francesco I di Lorena marito di Maria Teresa, il 4 ottobre 1745, Seybold fu nominato pittore di corte alla corte di Dresda dell'elettore e re di Polonia Friedrich August (1696-1763). Nel 1749, Maria Teresa nominò ufficialmente Seybold "Kammer Mahler", una posizione che avrebbe ricoperto fino alla sua morte.

## Opere

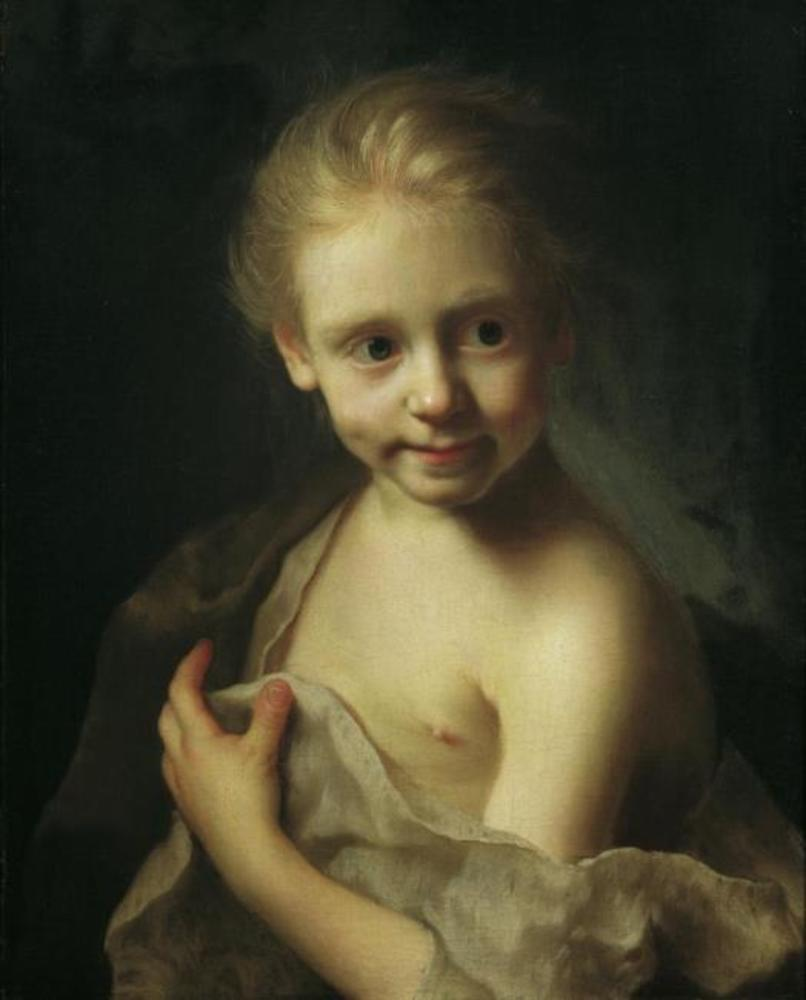
Christian Seybold, Tronie di un ragazzino biondo, Österreichische Galerie Belvedere, Vienna

Sebbene Seybold sia passato alla storia principalmente come ritrattista, sono noti pochi ritratti rappresentativi che gli furono commissionati. Uno di questi è il ritratto del Geheimrat imperiale Johann Adam conte von Questenberg (* 1678; † 1752), realizzato tra il 1723 e il 1728 e conservato nell'Universalmuseum Joanneum, Graz che nel 1728 fu riprodotto in incisione dai fratelli Andreas e Joseph Schmuzer. La maggior parte dell'opera di Seybold ora esistente consiste in teste di carattere e autoritratti (anche a mezza figura). Questi dipinti sono eseguiti in stili diversi, che si possono riferire ai maggiori esempi dei suoi tempi e di quelli precedenti. I più noti sono le opere che, come temi e tecnica derivano dalla ritrattistica di Balthasar Denner da Altona. I ritratti di vecchi di Denner che erano nelle proprietà dell'imperatore Carlo VI dalla metà degli anni 1720 e ora si trovano al Kunsthistorisches Museum di Vienna, sono caratterizzati dal loro accurato realismo, meticoloso fino alla rappresentazione dei pori (tanto che nel gergo specialistico si è attestata la definizione di Porenmalerei), e dalla sostanziale impercettibilità della traccia del pennello. Il fatto che anche Maria Teresa, successore dell'imperatore Carlo VI, mostrasse una grande preferenza personale per i pittori di questo stile dettagliato, è evidente non solo dalla nomina di Seybold, ma anche, ad esempio, dalle numerose commissioni che ha dato al pastellista Jean-Étienne Liotard (1702-1789).
Per Seybold, imitare e superare le prodezze tecniche di Denner si è rivelato molto redditizio. I suoi volti dettagliati di "Giovani" e "Vecchi", sono infatti finiti nelle collezioni dei più ricchi. Ad esempio, la Gemäldegalerie Alte Meister (ovvero la ex collezione reale) possiede quattro di queste opere e la Royal Collection ha due teste di caratter al Kensington Palace, tutti realizzati con la stessa tecnica meticolosa. Anche alcuni dei numerosi autoritratti di Seybold sono eseguiti con questa modalità, in particolare quelli dipinti in età più avanzata. Altri sono allo Szépművészeti Múzeum, Budapest,  al Fogg Art Museum di Cambridge, agli Uffizi, di Firenze, al Museum der bildenden Künste di Lipsia, Musée National d'Histoire et d'Art del Lussemburgo, al Landesmuseum di Magonza, al Museo Pushkin di Mosca, all'Österreichische Galerie Belvedere, al Museum im Schottenstift e nella collezione della Liechtenstein Museum a Vienna. Si tratta comunque di una minoranza all'interno dell'opera di Seybold. Dipinse anche molte mezze figure di genere in uno stile notevolmente più libero, usando una pennellata ampia e liscia, a volte con l'applicazione di un forte chiaroscuro, ispirandosi agli esempi italiani, fiamminghi e olandesi. Alcune delle sue figure maschili e femminili ricordano le opere contemporanee di questo genere di Philippe Mercier e François Boucher, mentre la loro fisionomia specifica sembra derivare dai ritratti di bambini di Peter Paul Rubens. Rembrandt van Rijn; Antoon van Dyck e Johann Kupezky (1667-1740) invece si rivelano fondamentali come modelli per l'impostazione della luce, l'espressività e i costumi negli autoritratti di Seybold.